# Carla Nolpa
Carla Nolpa, född 10 mars 1946, död 29 juni 2021, var en tysk bågskytt. Hon deltog vid olympiska sommarspelen 1972.